# Chloropoea gazengeli
Chloropoea gazengeli är en fjärilsart som beskrevs av Charles Oberthür 1893. Chloropoea gazengeli ingår i släktet Chloropoea och familjen praktfjärilar. Inga underarter finns listade i Catalogue of Life.